# The Age of Nero
The Age of Nero — сьомий студійний альбом норвезького блек-метал гурту Satyricon. Виданий лейблом Roadrunner 14 листопада 2008-го.

## Список пісень
Повноформатне видання складалося з двох дисків — нового та бонус матеріалу концертних та радіо версій треків попередніх альбомів. З композицій першого, восьмитрекового, диску частина оглядачів виокремлювали «Black Crow on a Tombstone», «Die by My Hand», «The Sign of the Trident» та похмурий фінальний «Den Siste» норвезькою. Диск з додатками запам'ятався «Mother North» котру було записано спільно з оркестром та хором. Загальна стилістика витримана у дусі двох попередніх — «Volcano» та «Now, Diabolical» — відносно проста середньотемпова ритмічна композиційна побудова.
| #     | Назва                       | Тривалість |
| ----- | --------------------------- | ---------- |
| 1.    | «Commando»                  | 4:29       |
| 2.    | «The Wolfpack»              | 4:05       |
| 3.    | «Black Crow on a Tombstone» | 3:52       |
| 4.    | «Die by My Hand»            | 7:07       |
| 5.    | «My Skin Is Cold»           | 5:15       |
| 6.    | «The Sign of the Trident»   | 6:58       |
| 7.    | «Last Man Standing»         | 3:40       |
| 8.    | «Den Siste»                 | 7:24       |
| 42:52 |                             |            |

| Обмежене видання для Європи з бонусними матеріалами | Обмежене видання для Європи з бонусними матеріалами           | Обмежене видання для Європи з бонусними матеріалами |
| #                                                   | Назва                                                         | Тривалість                                          |
| --------------------------------------------------- | ------------------------------------------------------------- | --------------------------------------------------- |
| 9.                                                  | «My Skin Is Cold» (EP версія)                                 | 5:07                                                |
| 10.                                                 | «Live Through Me»                                             | 5:12                                                |
| 11.                                                 | «Existential Fear-Questions»                                  | 6:01                                                |
| 12.                                                 | «Repined Bastard Nation» (наживо з Gjallarhorn)               | 5:49                                                |
| 13.                                                 | «Mother North» (наживо з Gjallarhorn)                         | 9:06                                                |
| 14.                                                 | «The Pentagram Burns» (радіо версія)                          | 4:03                                                |
| 15.                                                 | «Last Man Standing» (мікс з використанням ефекту приглушення) | 3:38                                                |
| 16.                                                 | «Den Siste» (аналогічний мікс)                                | 7:22                                                |
| 17.                                                 | «K.I.N.G.» (відео)                                            | 3:33                                                |
| 18.                                                 | «The Pentagram Burns» (відео)                                 | 4:05                                                |
| 46:15                                               |                                                               |                                                     |

## Склад на момент запису

### Satyricon
- Сігурд «Сатир» Вонгравен — вокал, гітара, клавішні
- К'єтіл-Відар «Фрост» Гаралдстад — ударні

### Запрошені виконавці
- Сноррі Вестволд Руч — гітара
- Ерік Люнґгрен — ефекти
- Віктор Брандт — бас-гітара
- Ерік Девол, Тер'є Мідтгерд — тромбон
- Томас Ройсланд — туба

## Чарти
| Chart (2008) | Peak position |
| ------------ | ------------- |
| Суомі        | 30            |
| Франція      | 136           |
| Німеччина    | 73            |
| Норвегія     | 5             |
| Швеція       | 26            |
| США          | 18            |